# Джеймс Коттак
Джеймс Ко́ттак (англ. James Kottak; 1962—2024) — американський ударник, перкусіоніст, найбільш відомий своєю роботою з німецьким хард-рок гуртом Scorpions, до якого він приєднався в 1996 році. На момент його звільнення з гурту в 2016 році був їхнім барабанщиком, який найдовше пропрацював. Коттак також був барабанщиком гурту Kingdom Come в 1987—1989 роках та знову з 2018 року до своєї смерті в 2024 році.

## Життєпис
Народився 26 грудня 1962 року у місті Луїсвілл, штат Кентукі, США. Грав у гуртах «Kingdom Come», «Warrant», «Wild Horses», «Montrose», «The Cult». З 1996 до 2016 року був ударником німецького рок-гурту «Scorpions». Його перший студійний дебют відбувся у альбомі «Eye II Eye».
До співпраці зі Scorpions Коттак був барабанщиком у Bob Brickley Band, Nut House, Mister Charlie, Buster Brown, Montrose, Kingdom Come, Wild Horses, McAuley Schenker Group, Warrant і Ashba. Під час роботи з Kingdom Come він став відомим, з'явившись у перших двох студійних альбомах гурту, перший з яких включав їх найбільший хіт «Get It On».
Цей трек помітно відображає гру Коттака на барабанах, кульмінацією якої стало барабанне соло безпосередньо перед завершенням пісні. Приблизно в 1990 році Коттак приєднався до The Cult, але покинув гурт після першої партії демо-записів для їх майбутнього п'ятого студійного альбому Ceremony в якому барабанні треки альбому виконав Міккі Каррі.
У лютому 1997 року він приєднався до Dio під час їхнього туру по США, замінивши Вінні Аппіса на чотирьох або п'яти концертах, коли той захворів пневмонією. Він також давав уроки гри на барабанах у Far-Out Music у Джефферсонвіллі, Індіана.
Мав власний панк-рок гурт «КОТТАК», в якому був вокалістом і гітаристом під псевдонімом Jimmy Rachitt.
Помер 9 січня 2024 року в м. Луїсвіллі (США).

## Родина
Був одружений з Афіною Лі, сестрою знаменитого барабанщика з гурту «Mötley Crüe» Томмі Лі. Пара виховувала трьох дітей: спільного сина Метью та двох дітей Лі від попередніх стосунків.